# AlphaSmart

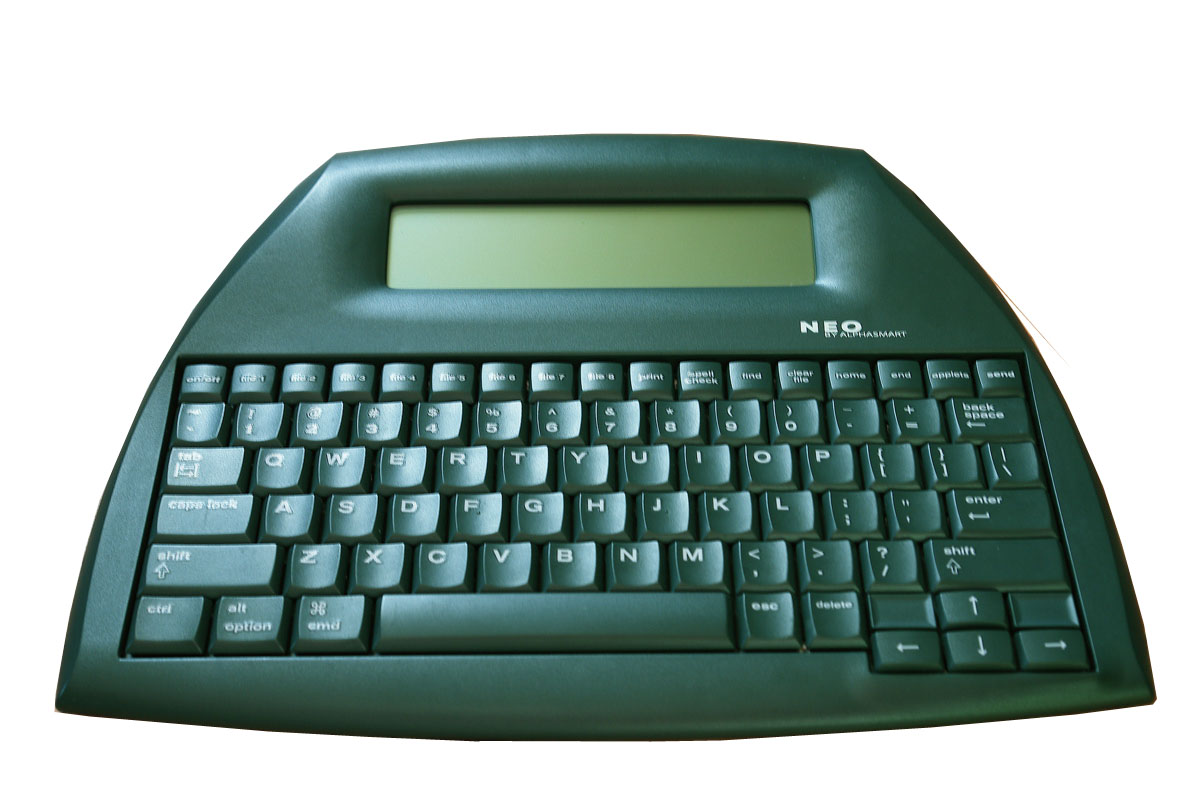
AlphaSmart Neo

AlphaSmart war eine Marke von tragbaren, batteriebetriebenen Textverarbeitungs-Tastaturen, die von NEO Direct (vormals Renaissance Learning, davor AlphaSmart, ursprünglich Intelligent Peripheral Devices) hergestellt wurden. Die Fertigung der Geräte wurde Ende September 2013 eingestellt, bestehenden Benutzern wird vom Unternehmen aber weiterhin Support und Software angeboten.

## Hintergrund
Das AlphaSmart war ein Tastaturgerät, welches ermöglichte, unterwegs zu arbeiten, ähnlich wie mit einem Laptop; aber es war ausschließlich für Textverarbeitung gedacht, da es im Wesentlichen wie eine einfache digitale Schreibmaschine funktionierte. Das „Dana“ – eines der letzten vom Hersteller AlphaSmart gefertigten Modelle – war eine Ausnahme, da auf diesem Gerät auch Palm-OS-Anwendungen ausgeführt werden konnten. Die Geräte AlphaSmart, Dana und Neo waren nur auf spezielle Zwecke begrenzt und daher im Allgemeinen viel günstiger als ein herkömmlicher Laptop-Computer. Alle diese Geräte waren zum Anstecken an einen ADB-, PS/2- oder USB-Anschluss gemacht, um den geschriebenen Text in das Textverarbeitungsdokument eines Computers zur weiteren Bearbeitung oder zum Ausdrucken zu übertragen.
Das AlphaSmart speicherte jeden Tastendruck direkt in seinen Arbeitsspeicher, dessen Inhalt auch nach dem Ausschalten durch eine Sicherungsbatterie erhalten blieb. AlphaSmart konnte Daten entweder durch ein spezielles Programm übertragen, das mit AlphaSmart kommunizierte, oder noch viel einfacher durch Übertragen der Tastatureingabe des geschriebenen Textes, als wäre es selbst die Computertastatur. Wenn kein Text übertragen werden sollte, konnte das AlphaSmart auch als normale Standardtastatur des Computers verwendet werden.
AlphaSmarts waren in Schulen sehr beliebt, waren sie doch erschwinglich und langlebig. Grundschulen wie auch Gymnasien benutzten sie, und sie waren besonders beliebt in speziellen Bildungsbereichen für Schüler mit graphomotorischen Herausforderungen. Tatsächlich waren Schullehrer am gesamten Entwicklungsprozess beteiligt.
Auch bei Journalisten und Schriftstellern waren die Geräte begehrt, weil sie sich leicht transportieren ließen. Die Tastatur in voller Größe und die lange Batterielaufzeit wurde sehr geschätzt.

## Firma
Die Firma Intelligent Peripheral Devices Inc. (IPD) wurde 1992 in Los Gatos, Kalifornien von zwei früheren Apple-Computer-Ingenieuren, Ketan D. Kothari und Joseph „Joe“ Barrus mit der Idee gegründet, „intelligente Tastaturen“ zu produzieren. Es sollten „erschwingliche, tragbare persönliche Lernlösungen für das Klassenzimmer“ entwickelt werden und „leichte und robuste tragbare Computergeräte sein, die erweiterbar, einfach zu bedienen und zu verwalten sind und eine außergewöhnliche Akkulaufzeit besitzen.“ Kurz nach ihrer Gründung kam Ketans Bruder Manish Kothari hinzu. Im Jahre 1999 änderten sie den Namen des Unternehmens in AlphaSmart Inc.
Barrus und Kothari besitzen auch ein US-Patent für eine „tragbare Computertastatur“, welches 1992 angemeldet und 1995 erteilt wurde.
Die Firma AlphaSmart Inc. schloss am 6. Februar 2004 seinen Börsengang an der elektronischen Börse NASDAQ ab und wurde unter dem Symbol ALSM gehandelt. Am 22. Juni 2005 wurde es von Renaissance Learning (NASDAQ-Symbol RLRN) erworben. Der Name änderte sich im Frühjahr 2009 erneut, diesmal in NEO Direct Inc. Sie brachten die Hardwareprodukte Neo 2 und '2Know Responder' auf den Markt.

## AlphaSmart-Produkte

### AlphaSmart
Die ursprüngliche „intelligente Tastatur“ AlphaSmart wurde im August 1993 ausgeliefert. Sie funktionierte nur mit Apples Macintosh- und IIgs-Computern und wurde an den Apple Desktop Bus (ADB)-Port angeschlossen. Dieses Modell wies 16 Seiten (32 Kilobytes) Speicher für 8 separate Dateien (2 Seiten pro Datei) auf, die durch Drücken von entsprechenden Funktionstasten ausgewählt wurden. Das AlphaSmart nahm die Ästhetik des Computers auf, mit dem es zur Partnerschaft bestimmt war: Es hatte ein kastenförmiges, stabiles, beiges Kunststoffgehäuse, genau wie der IIgs und Macintosh aus jener Zeit.
Auch eine vierzeilige LCD-Anzeige wie bei etlichen Geräten üblich war vorhanden. Jedes Zeichen wurde in einem eigenen LCD-Feld angezeigt, hierdurch waren Punktgröße und Schriftart bereits festgelegt. Das AlphaSmart konnte außer ASCII-Grafik keine Grafiken anzeigen. Es lief mit 2 AA-Batterien und konnte aufgrund seiner Energiespartechnik damit tagelang betrieben werden, weil es zwischen den Tastenanschlägen effektiv in einen „Schlafmodus“ fiel. Es gab einen aufladbaren Nickel-Cadmium-Akkupack (NiCd), der separat erworben werden konnte.
In die frühen AlphaSmart-Modelle waren einige Scherze implementiert, einschließlich eines Hinweises auf den „Anhalter durch die Galaxis“: Wenn bei der Verwendung des Rechners das Ergebnis 42 war, wurde „Die Antwort auf das Leben, das Universum und den ganzen Rest“ angezeigt. Bei Eingabe von 1 + 1 brachte der Rechner: „Das ist zu einfach.“

#### AlphaSmart Pro

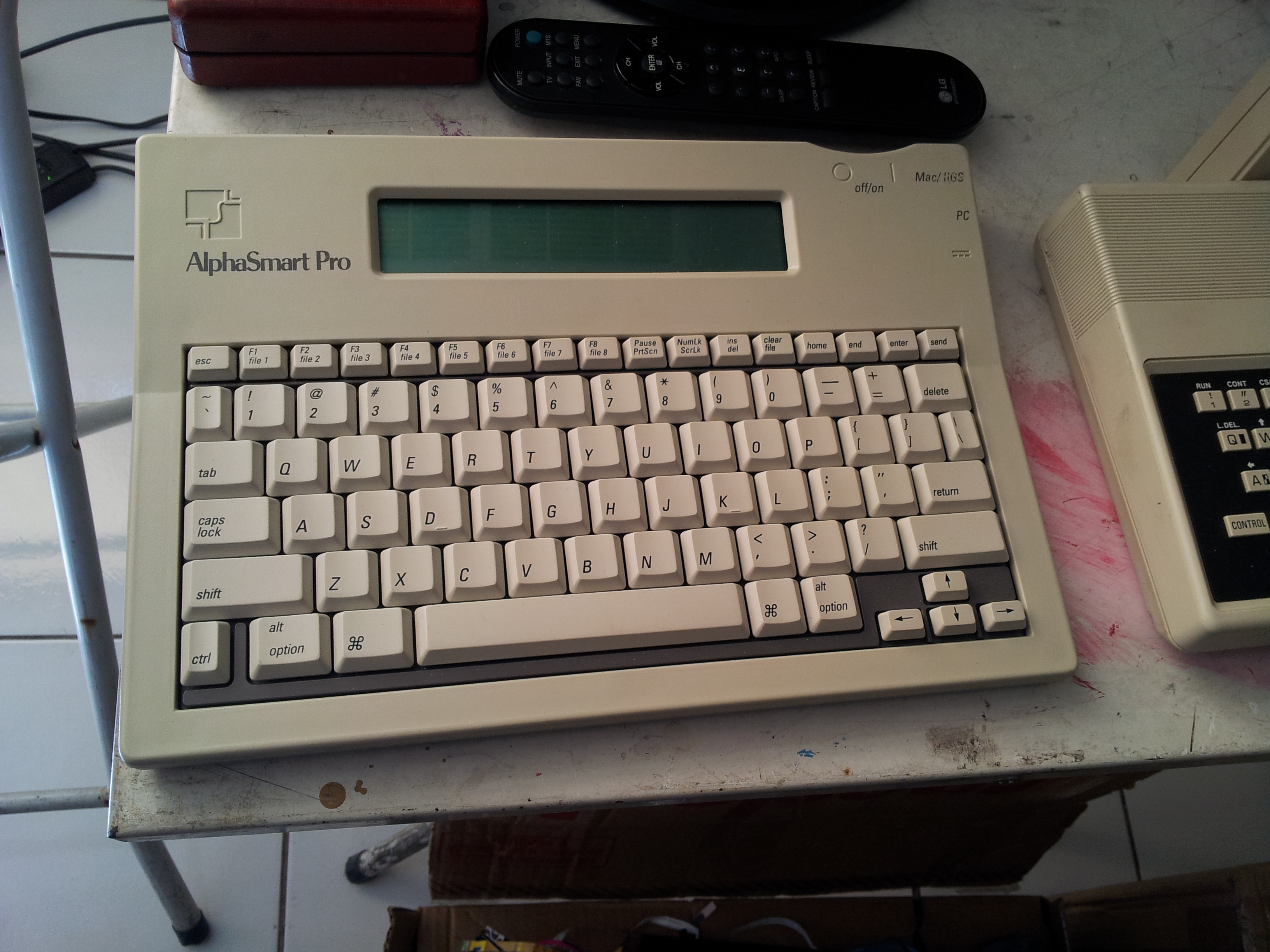
AlphaSmart Pro

Im Februar 1995 wurde das AlphaSmart Pro am Markt eingeführt. Es sah fast genauso aus wie sein Vorgänger, hatte aber einen PS/2- und einen ADB-Port, wodurch es kompatibel mit Windows-PCs sowie mit Apple IIgs und Macintosh war. Zum andern hatte das AlphaSmart Pro eine Suchfunktion zum Suchen nach gespeichertem Text. Des Weiteren konnte es Text von einem Computer über die auf einem Mac- oder Windows-PC installierte „Get-Utility“-Software empfangen. Schließlich enthielt es eine Kennwortfunktion zum Schutz von Inhalten. Das Pro-Modell konnte bis zu 64 Textseiten (128 Kilobyte) speichern und hielt 16 Seiten in der ersten Datei, 8 Seiten in den Dateien zwei bis fünf, 6 Seiten in den Dateien sechs und sieben und 4 Seiten in der Datei acht. Der ursprüngliche wiederaufladbare NiCd-Akku für das AlphaSmart passte auch ins Pro-Modell.

#### AlphaSmart 2000
Im Oktober 1997 brachte AlphaSmart Inc. mit dem AlphaSmart 2000 die dritte Generation der AlphaSmart-Familie heraus. Neben dem ergonomischeren Design war das Gehäuse des AlphaSmart 2000 kurvig und blau. Zu den neuen Funktionen gehörten eine Rechtschreibprüfung, durch Anschließen eines Druckers war direktes Drucken ohne Computer möglich, das automatische Abschalten der Stromversorgung und ein Tastaturtimer. Ein Jahr später kam noch eine Infrarotfunktion hinzu, um Text auf einen Computer oder einen anderen AlphaSmart kabellos übertragen zu können. Dieses Modell benötigte 3 AA-Batterien, konnte jedoch ebenfalls den ursprünglichen wiederaufladbaren NiCd-Akku verwenden. Wie das AlphaSmart Pro hatte es einen Speicher von 128 Kilobyte.

#### AlphaSmart 3000

AlphaSmart 3000

Im Januar 2000 kam das AlphaSmart 3000 auf den Markt. Es hatte das gleiche Chassis wie das Modell 2000, jetzt jedoch in transluzentem „Bondi-blauem“ Kunststoff, um optisch zu Apples erster Generation des iMac zu passen. Dies sollte ein visueller Hinweis darauf sein, dass das AlphaSmart 3000 ein USB-Gerät wie geschaffen zum iMac war, wie viele andere USB-Geräte das iMac-Design auf dieselbe Weise nutzten.
Die Entwickler ersetzten den ADB- und PS/2-Port durch USB- und seriellen Mini-DIN-8-Anschluss, über den ein Drucker direkt angeschlossen werden konnte. Neu war auch die SmartApplet-Architektur, um die einfachen Funktionen zu erweitern: Miniatur-Software-Anwendungen, welche die Funktionalität des AlphaSmart mit Features erweiterten, die weit über die grundlegende Textverarbeitung hinausreichten. So war ein einfacher Rechner mit nunmehr fünf Funktionen enthalten. Zusätzlich war die Lebensdauer der Batterie und die Speichergröße erhöht worden, obwohl das Gerät noch immer mit 3 AA-Batterien lief, und es wurden Funktionen zum Ausschneiden, Kopieren und Einfügen von Text eingeführt. Der ursprüngliche wiederaufladbare NiCd-Akku war mit diesem Modell nicht kompatibel, stattdessen wurde ein neuer optionaler Nickel-Metallhydrid-Akkumulator (NiMH) verwendet, der länger hielt und nicht den Memory-Effekt der NiCd-Akkus aufwies. Das AlphaSmart 3000 bot eine Kapazität für die üblichen 8 Dateien mit jeweils 12,5 Seiten (etwa 25 Kilobyte), damit insgesamt 100 Seiten.
Der Hersteller gab am 30. April 2006 die Einstellung von AlphaSmart bekannt.

### Dana
Im Juni 2002 brachte AlphaSmart das Produkt Dana auf den Markt, das sich völlig von der Standardproduktlinie unterschied. Ähnlich wie der Apple Newton eMate 300 (ein Laptop mit dem Betriebssystem Newton PDA) war das Dana ein vollwertiges Palm-OS-Gerät mit Touchscreen, über den – zusätzlich zum Tippen auf der integrierten Tastatur – via Graffiti direkt auf den Bildschirm geschrieben werden konnte. Der Bildschirm des Dana hatte eine Hintergrundbeleuchtung und war im Gegensatz zur ursprünglichen AlphaSmart-Linie in der Lage, komplexe Grafiken anzuzeigen, allerdings nur in 4-Bit-Graustufen. Es verfügte über 8 MByte Speicher (MiB) und zwei Erweiterungssteckplätze für Karten im Secure Digital (SD)- oder Multimedia-Card-Format. Es war mit fast jeder Palm-OS-Anwendung kompatibel, und einige Palm-Apps konnten den besonders breiten Bildschirm des Dana nutzen, der 3,5-mal so groß war wie die Norm (560 × 160 Pixel).
Die Hauptsoftware auf Dana war die integrierte AlphaWord-Textverarbeitung. Dies ist eine lizenzierte Version von WordSmith für Palm OS von Blue Nomad, die auf den größeren Bildschirm von Dana angepasst war. Es konnten bis zu 8 AlphaWord-Dokumente gleichzeitig im Speicher gehalten werden, die jeweils sofort über die 8 Funktionstasten des Dana-Systems verfügbar waren. Es war auch einfach, zwischen den AlphaWord-Dokumenten und einer der vier integrierten Anwendungen von Palm OS zu wechseln (Notizblock, Terminkalender, Aufgaben, Adressbuch). Aus AlphaWord konnten größere Schrifttypen ausgewählt werden, um die durch den niedrigen Kontrast schwerer lesbare Bildschirmanzeige zu kompensieren.
Der Bildschirm konnte im Quer- oder im Hochformat verwendet werden, obwohl die Position des Dana nicht automatisch erkannt wurde; der Benutzer musste auf eine Menüauswahl tippen, um den Modus auszuwählen. Der Bildschirm war höher als jener der ursprünglichen AlphaSmart-Produkte, und das Gehäuse des Dana bestand aus undurchsichtigem, dunkelblauem, robustem Polycarbonat – ein Wechsel vom iMac-ähnlichen, klaren Blau des AlphaSmart 3000. Es verwendete entweder einen NiMH-Akkumulator oder 3 AA-Batterien für bis zu 25 Stunden Betriebsdauer.
Danas, die gegen Ende des Produktionslaufs gefertigt wurden, wiesen eine modifizierte Betriebssystemsoftware auf, da viele Benutzer sich darüber beschwerten, dass ihre Geräte sich häufig selbst einschalteten, wenn sie in einem Behältnis wie einem Rucksack getragen wurden, wodurch die Akkuladung schnell erschöpft war: Die Ein/Aus-Taste war ungünstig positioniert. Bei der Version 1.5 des Dana-Betriebssystems musste zum Einschalten die Eingabetaste und gleichzeitig die Ein/Aus-Taste gedrückt werden, was ein versehentliches Einschalten unwahrscheinlicher machte. Dies wurde über die Tastatur-App des Systems erreicht.

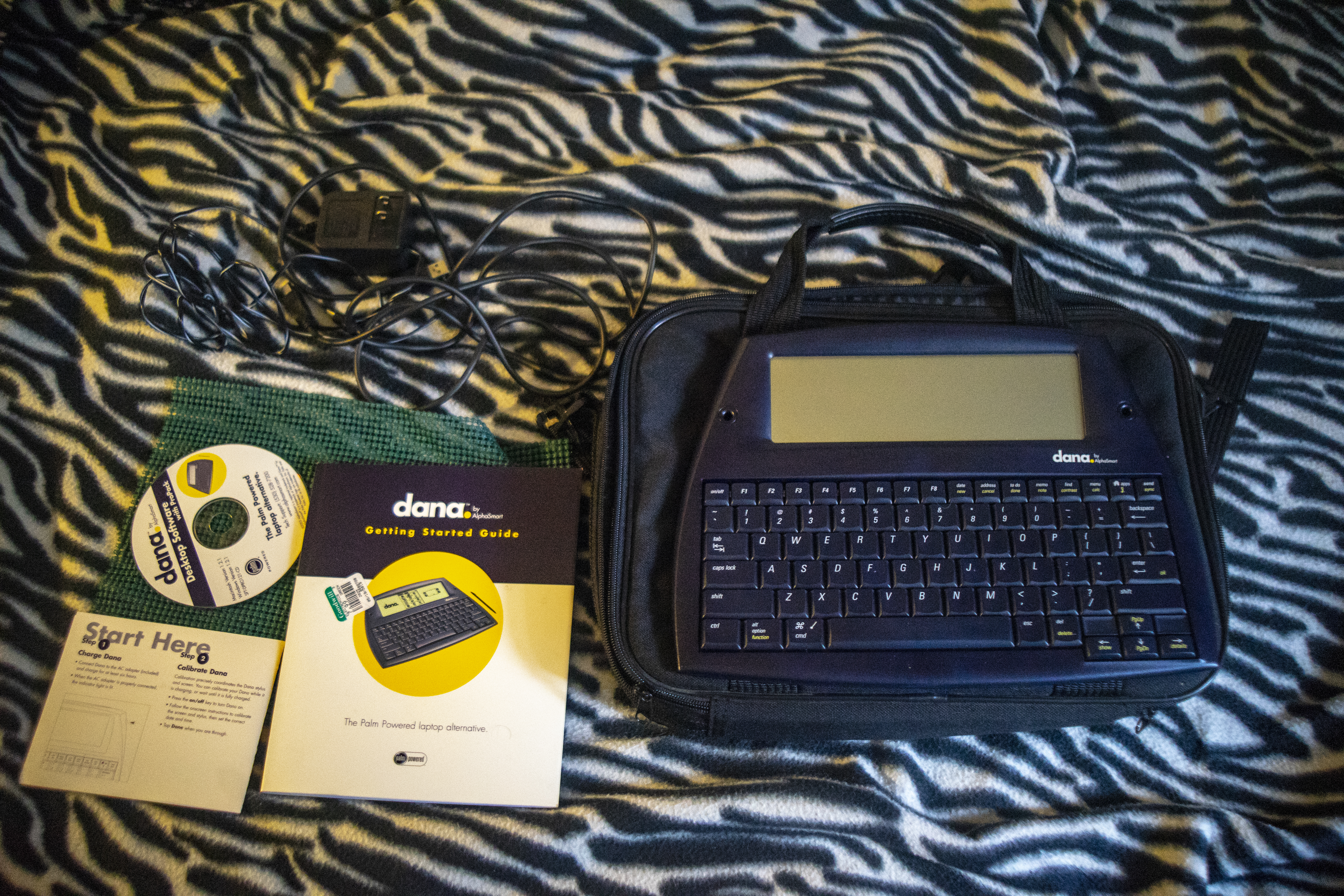
AlphaSmart Dana

Das Dana hatte eine IrDA-kompatible Infrarotschnittstelle zum Übertragen von Dokumenten und Dateien. Dies war eine bequeme Möglichkeit, Dateien zu sichern für solche, die Zugriff auf mehrere Danas hatten.

#### Dana Wireless
Im Jahre 2003 brachte AlphaSmart ein weiteres Modell Dana Wireless heraus, das Wi-Fi-Verbindungen für die Internetnutzung und die Interaktion mit anderen Danas ermöglichte. Für die Internetnutzung integrierte AlphaSmart die Bildungs-Suchmaschine von AOL @ SCHOOL in seinen im Dana Wireless enthaltenen DanaWeb-Browser. Diese Partnerschaft ermöglichte es Schülern und Lehrern, schnell und einfach sichere, altersgerechte Online-Inhalte zu suchen.
Die RAM-Kapazität wurde von 8 MiB auf 16 MiB verdoppelt, ebenso die Größe des Flash-ROMs von 4 MiB auf 8 MiB, und SDIO-Unterstützung für beide SD-Kartensteckplätze hinzugefügt. Es konnten 3 Standard-AA-Batterien sowie NiMH- oder NiCd-Akkus für bis zu 20 Betriebsstunden verwendet werden.

### Neo
Das Modell Neo wurde im August 2004 eingeführt und konnte mehr als 200 Textseiten speichern. Die LCD-Anzeige war 50 Prozent größer als das Display des AlphaSmart 3000, es konnte 6 Zeilen à 51 Zeichen darstellen. Im Gegensatz zum AlphaSmart 3000 wurde nicht für jedes Zeichen ein fester Block verwendet, daher konnten neben einfachen Grafiken auch andere Schrift- und Punktgrößen angezeigt werden.
Das Neo hatte auch ein neueres Betriebssystem, das die modulare Steuerung von SmartApplets ermöglichte, und eine neue Version des Textverarbeitungs-SmartApplets AlphaWord, das die dynamische Größenänderung von Dateien ermöglichte. Das Gehäuse des Neo war in dunklem, undurchsichtigem Grünton, dessen Formfaktor auf dem Dana beruhte. Das Neo verwendete auch die gleiche CPU-Klasse wie das Dana. Auch wurde der gleiche optionale NiMH-Akku wie beim AlphaSmart Dana verwendet. Anfänglich gab es beim Neo mehrere Softwarefehler, beispielsweise einen schwierig zu erkennenden Cursor und ein Problem mit der Textstapeldatei.

#### Neo 2
Das Neo 2 fügte dem Neo einige kleinere Verbesserungen hinzu und war die erste Einheit, die auf den Markt kam, nachdem die Firma AlphaSmart von Renaissance Learning übernommen worden war. Es wurde eine Quiz-Funktionalität hinzugefügt, indem die „2Know!“-Toolbar Verwendung fand, die für das „2Know!“-Klassenzimmer-Antwortsystem entwickelt wurde. Mit dem Neo 2 konnten Lehrer Quizfragen erstellen, verteilen und auswerten. Neo 2 konnte auch auf Accelerated-Reader-Quiz zugreifen und den Schülern die Verwendung von Netzwerkdruckern ermöglichen, vorausgesetzt, das Zubehör „Renaissance Receiver“ war installiert.
Renaissance Learning stellte Ende September 2013 die Produktion von Neo und Neo 2 ein. Dennoch bietet das Unternehmen seit März 2014 bis heute Support und Software für bestehende Benutzer an.